# Марія Несвицька
Марія Несвицька (Рівненська, ?—1518) — руська княгиня з династії Рюриковичів, власниця Рівного з 1479 року. Бабуся дружини князя Костянтина Івановича Острозького Тетяни Семенівної з Гольшанських.

## Життєпис
Володіла Рівним, тому стала підписуватись Рівненська. Історикам вдалося встановити, що Марія була дочкою князя Михайла Степаньського та Федці, доньки пана Юрші. Наприкінці 1450-х років втратила батька. Вітчимом став Федько Олізар-Шилович — представник старовинного волинського роду Кирдіїв, відомого у XV ст. В іншому давнішому джерелі — Географічному словнику Королівства Польського — її батько мав ім'я Семен.
Не вдалося поки що дізнатися про рік і місце народження княгині. Рівне дісталося у спадок княгині Марії після смерті її чоловіка — князя Семена Васильовича Несвицького, представника волинської княжої династії Несвицьких. Той, володіючи Рівним з 1461 року, маючи інші поселення, нічого пам'ятного не зробив для Рівненського маєтку.
Успадкувавши село у 1479 році, Марія Несвицька спочатку оселилася у Городку, де, напевне, тоді був невеликий замок. Увагу спрямувала на Рівне, наполегливо його облаштовує. ЇЇ вразила спокійна і тоді багатоводна річка Устя, на якій було кілька островів. На одному з них власниця Рівного вирішила спорудити фортецю (нині район стадіону «Авангард»). Незабаром замок з дерева, обнесений земляним валом, був споруджений. Княгиня перенесла свою резиденцію до Рівного, стала себе іменувати Марією Рівненською. Тоді Рівне нагадувало трикутник, вулиці розходилися у 3 боки: у Рівне можна було в'їхати з київського боку, з острозької дороги чи дубенського шляху. З тих часів символ міського герба — брама, відкрита для в'їзду на три боки.
Подією, яка вселяла надію на майбутнє, стало надання Рівному Магдебурзького права. З проханням про надання Рівному цього статусу княгиня Марія звернулася до польського короля Казимира IV Ягеллончика і повела справу так, що бажана грамота була невдовзі здобута. Ця знаменна подія сталася, як вважають історики, у 1492 році. Відтоді Рівне офіційно іменується містом. Магдебурзьке право надало змогу прискорити розвиток міського господарства, привернути сюди нових поселенців. 21 грудня 1500 року Марія Несвицька домоглася для свого новозбудованого міста привілею на ярмарок. Вдруге усі права Рівного підтверджуються королівською грамотою 1507 р. Сігізмунда І Старого княгині Марії на право вічного володіння замком та містом. Документ підтверджує здобутки тогочасного міста та його володарки. Король визнав право Марії передавати рівненський маєток у спадок дітям та нащадкам, на власний розсуд розширювати чи продавати його. Місто останніх двох десятиліть XV — початку XVI століть переживає свій перший розквіт, в чому була велика заслуга Марії Несвіцької. У народі княгиня зажила популярності як щира патріотка свого міста, що з материнською опікою завжди дбала про Рівне.
Марія Несвицька відома благодійницькою діяльністю. Значну частку своїх великих прибутків вона виділяла на розбудову Рівного, спорудження церков у своїх володіннях. Вважається, що саме Марія Рівненська була фундатором першого храму в Рівному — Дерев'яної церкви неподалік замку, збудованої на честь Воскресіння Христового. На цьому місці розташовано нинішній мурований Воскресенський собор. Була меценаткою Києво-Печерського монастиря.
М. Рівненська була власницею міста майже чотири десятиліття. Щороку на день святого Семена (14 вересня) проводилось свято-ярмарок — так княгиня пошановувала пам'ять свого чоловіка і зятя, котрий також мав це ім'я.
Перед смертю княгиня передала управління маєтком своїй єдиній внучці Анні-Тетяні — дружині великого гетьмана литовського Костянтина Івановича Острозького, тому володіння князів Несвицьких як посаг були приєднані до величезних маєтностей Острозьких.
Померла у 1518 році.
За даними «Словника географічного Королівства Польського», 4 травня 1518 року король Сігізмунд І Старий підтвердив права князя Костянтина Острозького на володіння маєтками, отриманими як спадок бабці його першої дружини Тетяни Семенівної з Гольшанських — княжни Марії Несвицької-Рівненської та її чоловіка — князя Семена Васильовича Несвицького; зокрема, Волочиськом.

### Родина
Першим чоловіком був луцький староста Яків-Война, син Немирі Рязановича. З ним дітей не мала. Другий чоловік (з 1460 року) — князь Семен Васильович Несвицький, Збаразький, Колоденський, староста крем'янецький, помер близько 1479 чи 1481 р. Дитина — Настася (Анастасія), дружина князя Семена Гольшанського  — маршалка Волинської землі, гетьмана литовського, воєводи новогрудського, луцького старости.

## Вшанування
- ім'ям Марії Несвицької названа одна з міських вулиць.
- у 2006 році їй споруджено пам'ятник на вулиці Соборній.

За словами Володимира Шолудька, створюючи образ засновниці Рівного, він опрацював чимало історичних джерел, аби вочевидь уявити звичаї та побут епохи, в якій жила Марія Несвицька. Зважаючи на те, що, як твердить автор пам'ятника, до нас не дійшло жодне зображення Марії Несвицької, натомість, зберігся графічний портрет княгині Радивилівської, тож вона стала прототипом обличчя патронеси Рівного. Рівняни та гості міста можуть побачити фігуру Марії Несвицької, що сидить у кріслі, тримаючи в руках рукописний згорток, що символізує Магдебурзьку грамоту.
Пам'ятник Марії Несвицькій виготовлено з білого мармуру, брилу якого привезли з Челябінська. За задумом авторів, наша славетна землячка постала перед рівнянами чистою, сяючою, як Княгиня Ольга в столиці[джерело?]. Вартість мармуру — 36 тисяч гривень (придбати допомогли спонсори).